# Agathis matangensis
Agathis matangensis är en stekelart som först beskrevs av Cameron 1905.  Agathis matangensis ingår i släktet Agathis och familjen bracksteklar. Inga underarter finns listade i Catalogue of Life.